# Saison 1 de Buffy contre les vampires
Chronologie
Saison 2
La saison 1 de Buffy contre les vampires est composée de 12 épisodes. Elle raconte les aventures de Buffy Summers à partir de son arrivée à Sunnydale jusqu'à sa bataille avec le Maître.  

## Évènements principaux
Buffy Summers, la Tueuse de vampires en activité, vient d'emménager dans la ville de Sunnydale avec sa mère Joyce. Issue d'une longue lignée d'Élues aux pouvoirs mystiques et surnaturels, elle doit affronter les forces et les créatures du mal, comme les vampires et les démons. Étudiant au lycée de Sunnydale, elle est aidée dans sa mission par le bibliothécaire du lycée Rupert Giles, son nouvel Observateur, chargée de la guider et de la conseiller, et de deux autres lycéens avec lesquels elle se lie d'amitié et qui combattent à ses côtés, Willow Rosenberg et Alexander Harris. Ensemble, ils découvrent que la ville est située sur la Bouche de l'Enfer, ce qui attire toutes sortes de créatures démoniaques. Le groupe engage une lutte contre le Maître, un vampire aussi âgé que puissant, qui, piégé sous terre, cherche à se libérer et déclencher l'Apocalypse pour régner sur la Terre. Ils sont également aidés dans leur combat par le mystérieux Angel, dont Buffy tombe amoureuse.        
Le groupe affronte pendant plusieurs mois plusieurs menaces mystiques et surnaturelles et d'autres phénomènes paranormaux. Sans le savoir, Buffy échoue à empêcher l'arrivée d'un vampire, le Juste des Justes, dont une prophétie annonce qu'il permettra la libération du Maître de sa prison. À la suite d'une attaque de serviteurs du Maître, la Tueuse invite Angel chez elle, et découvre après l'avoir embrassé qu'Angel est un vampire. Âgé de plus de 200 ans, il apprend à la jeune fille qu'il est doté d'une âme depuis qu'il a été maudit par des Bohémiens, et qu'il est depuis lors en quête de rédemption pour expier ses crimes passés. Malgré la réciprocité de ce qu'ils ressentent l'un envers l'autre, la Tueuse décide de mettre un terme à leur relation naissante.       
Buffy finit par apprendre par Giles et Angel l'existence d'une prophétie annonçant sa mort face au Maître. Refusant ce destin, elle tente de fuir avec sa mère, avant de renoncer et d'aller affronter le vampire après avoir parlé à Willow. La fin de la saison est marquée par la brève mort de Buffy, suivie de sa résurrection grâce à Alex et de sa victoire finale contre le Maître dans la bibliothèque du lycée, sauvant Sunnydale et le monde de l'Apocalypse.     

## Personnages

### Personnages principaux
- Sarah Michelle Gellar (VF : Claire Guyot) : Buffy Summers
- Nicholas Brendon (VF : Mark Lesser) : Alexander Harris
- Alyson Hannigan (VF : Virginie Ledieu) : Willow Rosenberg
- Charisma Carpenter (VF : Malvina Germain) : Cordelia Chase (10 épisodes)
- Anthony Stewart Head (VF : Nicolas Marié) : Rupert Giles

### Personnages secondaires
- David Boreanaz (VF : Patrick Borg) : Angel (7 épisodes)
- Kristine Sutherland (VF : Daniele Douet) : Joyce Summers (7 épisodes)
- Mark Metcalf (VF : Hervé Bellon) : Le Maître (6 épisodes)
- Ken Lerner (VF : Jean-Claude Montalban) : Principal Flutie (4 épisodes)
- Andrew J. Ferchland : Le Juste des Justes (4 épisodes)
- Julie Benz (VF : Catherine Privat) : Darla (3 épisodes)
- Brian Thompson (VF : Michel Vigné) : Luke (2 épisodes)
- Robia LaMorte (VF : Sophie Arthuys) : Jenny Calendar (2 épisodes)
- Mercedes McNab (VF : Valérie Siclay) : Harmony Kendall (2 épisodes)
- Armin Shimerman (VF : Michel Paulin) : Principal R. Snyder (2 épisodes)
- Eric Balfour (VF : Vincent Ropion) : Jesse McNally (2 épisodes)
- Elizabeth Anne Allen (VF : Valérie Siclay) : Amy Madison (1 épisode)

## Équipe de production
| - Bruce Seth Green : 3 épisodes - Joss Whedon : 1 épisode - Charles Martin Smith : 1 épisode - John T. Kretchmer : 1 épisode - Stephen Cragg : 1 épisode - David Semel : 1 épisode - Scott Brazil : 1 épisode - Stephen Posey : 1 épisode - Ellen S. Pressman : 1 épisode - Reza Badiyi : 1 épisode | - Joss Whedon : 5 épisodes (dont 2 en collaboration) - David Greenwalt : 3 épisodes (dont 1 en collaboration) - Rob Des Hotel : 2 épisodes en collaboration - Dean Batali : 2 épisodes en collaboration - Ashley Gable : 2 épisodes en collaboration - Thomas A. Swyden : 2 épisodes en collaboration - Dana Reston : 1 épisode - Matt Kiene : 1 épisode en collaboration - Joe Reinkemeyer : 1 épisode en collaboration |

## Épisodes

### Épisode 1:Bienvenue à Sunnydale, partie 1
- États-Unis : 10 mars 1997 sur The WB
- France : 
  - 3 avril 1998 sur Série Club
  - 3 juillet 1998 sur M6

- États-Unis : 4,80 millions de téléspectateurs

- Mark Metcalf (Le Maître)
- David Boreanaz (Angel)
- Kristine Sutherland (Joyce Summers)
- Julie Benz (Darla)
- Brian Thompson (Luke)
- Ken Lerner (Principal Flutie)
- Eric Balfour (Jesse McNally)
- J. Patrick Lawlor (Thomas)

### Épisode 2:Bienvenue à Sunnydale, partie 2
- États-Unis : 10 mars 1997 sur The WB
- France : 
  - 3 avril 1998 sur Série Club
  - 3 juillet 1998 sur M6

- États-Unis : 4,80 millions de téléspectateurs

- Mark Metcalf (Le Maître)
- David Boreanaz (Angel)
- Kristine Sutherland (Joyce Summers)
- Julie Benz (Darla)
- Brian Thompson (Luke)
- Ken Lerner (Principal Flutie)
- Eric Balfour (Jesse McNally)

### Épisode 3:Sortilèges
- États-Unis : 17 mars 1997 sur The WB
- France : 
  - 1er mai 1998 sur Série Club
  - 10 juillet 1998 sur M6

- États-Unis : 4,60 millions de téléspectateurs

- Kristine Sutherland (Joyce Summers)
- Elizabeth Anne Allen (Amy Madison)
- Robin Riker (Catherine Madison)

### Épisode 4:Le Chouchou du prof
- États-Unis : 24 mars 1997 sur The WB
- France : 
  - 8 mai 1998 sur Série Club
  - 17 juillet 1998 sur M6

- États-Unis : 3,00 millions de téléspectateurs

- David Boreanaz (Angel)
- Ken Lerner (Principal Flutie)
- Musetta Vander (Mlle French)
- Price Jackson (Blayne Moll)
- Jean Speegle Howard (la vraie Mlle French)

### Épisode 5:Un premier rendez-vous manqué
- États-Unis : 31 mars 1997 sur The WB
- France : 
  - 15 mai 1998 sur Série Club
  - 24 juillet 1998 sur M6

- États-Unis : 4,00 millions de téléspectateurs

- Mark Metcalf (Le Maître)
- David Boreanaz (Angel)
- Christopher Wiehl (Owen Thurman)
- Geoff Meed (Andrew Borba)

### Épisode 6:Les Hyènes
- États-Unis : 7 avril 1997 sur The WB
- France : 
  - 22 mai 1998 sur Série Club
  - 31 juillet 1998 sur M6

- États-Unis : 3,60 millions de téléspectateurs

- Ken Lerner (Principal Flutie)
- Eion Bailey (Kyle DuFours)
- Michael Mcraine (Rhonda Kelley)
- Brian Gross (Tor Hauer)
- Jennifer Sky (Heidi)
- Jeff Maynard (Lance)
- James Stephens (Dr Weirick)

### Épisode 7:Alias Angelus
- États-Unis : 14 avril 1997 sur The WB
- France : 
  - 29 mai 1998 sur Série Club
  - 7 août 1998 sur M6

- États-Unis : 3,40 millions de téléspectateurs

- David Boreanaz (Angel)
- Mark Metcalf (Le Maître)
- Kristine Sutherland (Joyce Summers)
- Julie Benz (Darla)

### Épisode 8:Moloch
- États-Unis : 28 avril 1997 sur The WB
- France :
  - 5 juin 1998 sur Série Club
  - 14 août 1998 sur M6

- États-Unis : 2,50 millions de téléspectateurs

- Robia LaMorte (Jenny Calendar)
- Chad Lindberg (Dave)
- Jamison Ryan (Fritz)

### Épisode 9:La Marionnette
- États-Unis : 5 mai 1997 sur The WB
- France : 
  - 12 juin 1998 sur Série Club
  - 21 août 1998 sur M6

- États-Unis : 2,60 millions de téléspectateurs

- Kristine Sutherland (Joyce Summers)
- Armin Shimerman (Principal Snyder)
- Richard Werner (Morgan Shay)
- Burke Roberts (Marc)

### Épisode 10:Billy
- États-Unis : 12 mai 1997 sur The WB
- France : 
  - 19 juin 1998 sur Série Club
  - 28 août 1998 sur M6

- États-Unis : 3,50 millions de téléspectateurs

- Kristine Sutherland (Joyce Summers)
- Mark Metcalf (le Maître)
- Andrew J. Ferchland (le Juste des Justes)
- Jeremy Foley (Billy Palmer)
- Dean Butler (Hank Summers)

### Épisode 11:Portée disparue
- États-Unis : 19 mai 1997 sur The WB
- France : 
  - 26 juin 1998 sur Série Club
  - 4 septembre 1998 sur M6

- États-Unis : 3,40 millions de téléspectateurs

- David Boreanaz (Angel)
- Armin Shimerman (Principal Snyder)
- Clea DuVall (Marcie Ross)

### Épisode 12:Le Manuscrit
- États-Unis : 2 juin 1997 sur The WB
- France : 
  - 3 juillet 1998 sur Série Club
  - 11 septembre 1998 sur M6

- États-Unis : 4,00 millions de téléspectateurs

- Mark Metcalf (Le Maître)
- David Boreanaz (Angel)
- Kristine Sutherland (Joyce Summers)
- Robia LaMorte (Jenny Calendar)
- Andrew J. Ferchland (le Juste des Justes)

## Analyses
Pour Roz Kaveney, le thème de la saison 1 est la sortie de l'enfance et la perte des illusions qui lui sont associées.

## DVD
La saison 1 en DVD se présente sous la forme d'un coffret de 3 DVD qui comprend les 12 épisodes de la saison ainsi que les versions commentées des épisodes suivants :
- Bienvenue à Sunnydale, partie 1 commenté par Joss Whedon
- Bienvenue à Sunnydale, partie 2 commenté par Joss Whedon